# Klaten (Klaten Tengah)
Klaten is een bestuurslaag in het regentschap Klaten van de provincie Midden-Java, Indonesië. Klaten telt 4139 inwoners (volkstelling 2010).

## Geboren
- Cornelis Johannes (Kees) Kaptein, Haagse politieman, die in 1949 de doodstraf kreeg wegens de vervolging, mishandeling, deportatie en het bestelen van een groot aantal Joodse Nederlanders tijdens de Tweede Wereldoorlog.
- Jan Willem Storm van Leeuwen (1943), Nederlands natuurkundige en fotograaf